# Campeonato Tocantinense 2023
El Campeonato Tocantinense de Fútbol 2023 fue la 35.ª edición de la primera división de fútbol del estado de Tocantins. El torneo fue organizado por la Federação Tocantinense de Futebol (FTF). El torneo comenzó el 28 de enero y finalizó el 9 de abril.
Tocantinópolis se consagró tricampeón consecutivo tras vencer en la final al Capital, consiguiendo así su séptimo título estatal.

## Sistema de juego[2]

### Primera fase
Los 7 equipos se enfrentan en modalidad de todos contra todos a una sola rueda. Culminadas las siete fechas, los cuatro primeros posicionados clasifican a las semifinales, mientras que los últimos dos equipos posicionados en la tabla de posiciones descenderán a la Segunda División.

### Segunda fase
- Semifinales: Los enfrentamientos se emparejan con respecto al puntaje de la primera fase, de la siguiente forma:
  - 1.º vs. 4.º
  - 2.º vs. 3.º

- Final: Los dos ganadores de las semifinales disputan la final.

- Nota 1: El equipo con menor puntaje acumulado hasta el momento del enfrentamiento, comenzará la llave como local.

- Nota 2: En caso de empate en puntos y diferencia de goles en cualquier llave, se definirá en tanda de penales. No se consideran los goles de visita.

## Equipos participantes

### Ascensos y descensos
NC/Paraíso, Araguacema, Gurupi y Tocantins de Miracema fueron los equipos descendidos del Tocantinense 2022, por lo que descendieron a la Segunda División 2022 (que se disputó siete meses después de culminar el Tocantinense 2022, entre noviembre y diciembre). El torneo de segunda división se disputó con seis equipos, siendo Gurupi y Tocantins de Miracema los únicos de los descendidos que disputaron el torneo de ascenso. Finalmente, Gurupi y Tocantins de Miracema terminarían siendo los equipos que consiguieron los dos cupos de ascenso en disputa.
El torneo estaba previsto que la disputen ocho equipos: los seis mejores posicionados del Campeonato Tocantinense 2022 y los dos ascendidos del Campeonato Tocantinense de Segunda División 2022. Sin embargo, cuatro días antes del comienzo del torneo, Palmas (quien obtuvo su derecho a participar tras haberse posicionado en la sexta posición del campeonato del año anterior) decidió retirarse, tras enviar una nota a la Federação Tocantinense de Futebol (FTF), donde resalta que no participará por motivos ajenos al deporte. Tras esta decisión, Palmas perderá todos sus partidos del torneo por un marcador de 3-0, además de que la FTF decidió suspenderlos de poder participar en el Campeonato Tocantinense por un lapso de dos años, descenderlos a Segunda División, además de una multa de 20 mil reales brasileños (aproximadamente 4 mil dólares estadounidenses).
| Pos. | Descendidos a la Segunda División 2022 |
| ---- | -------------------------------------- |
| 7.º  | NC/Paraíso                             |
| 8.º  | Araguacema                             |
| 9.º  | Gurupi                                 |
| 10.º | Tocantins de Miracema                  |

| Pos. | Ascendidos de la Segunda División 2022 |
| ---- | -------------------------------------- |
| 1.º  | Gurupi                                 |
| 2.º  | Tocantins de Miracema                  |

| Pos. | Descendido por desistimiento del Tocantinense 2022 |
| ---- | -------------------------------------------------- |
| 6.º  | Palmas                                             |

### Información de los equipos
| Equipo                | Ciudad                | Estadio (Capacidad)    | Posición 2022             | Títulos (último) |
| --------------------- | --------------------- | ---------------------- | ------------------------- | ---------------- |
| Bela Vista            | Cachoeirinha          | Angico (¿?)            | 5.º                       | 0                |
| Capital               | Palmas                | Nilton Santos (12 000) | 3.º                       | 0                |
| Gurupi                | Gurupi                | Resendão (3000)        | 9.º / 1.º (2.ª división)  | 6 (2016)         |
| Interporto            | Porto Nacional        | General Sampaio (2000) | 2.º                       | 4 (2017)         |
| Tocantinópolis        | Tocantinópolis        | Ribeirão (8000)        | Campeón                   | 6 (2022)         |
| Tocantins de Miracema | Miracema do Tocantins | Castanheirão (2000)    | 10.º / 2.º (2.ª división) | 0                |
| União                 | Carmolândia           | Mirandão (10 000)      | 4.º                       | 1 (1994)         |
| Palmas                | Palmas                | Nilton Santos (12 000) | 6.º                       | 8 (2020)         |

| Decrecimiento | Equipos descendieron al Campeonato Tocantinense de Segunda División 2022. |

| Crecimiento | Equipos provenientes del Campeonato Tocantinense de Segunda División 2022. |

## Primera fase

### Tabla de posiciones
| Pos. | Equipo                | Pts. | PJ | G | E | P | GF | GC | Dif. | Clasificación          |
| ---- | --------------------- | ---- | -- | - | - | - | -- | -- | ---- | ---------------------- |
| 1    | Tocantinópolis        | 15   | 7  | 4 | 3 | 0 | 14 | 1  | +13  | Fase final.            |
| 2    | Bela Vista            | 12   | 7  | 3 | 3 | 1 | 9  | 4  | +5   | Fase final.            |
| 3    | Capital               | 10   | 7  | 2 | 4 | 1 | 9  | 5  | +4   | Fase final.            |
| 4    | Tocantins de Miracema | 9    | 7  | 4 | 0 | 3 | 7  | 10 | −3   | Fase final.            |
| 5    | Gurupi                | 9    | 7  | 2 | 3 | 2 | 6  | 6  | 0    |                        |
| 6    | União                 | 6    | 7  | 2 | 4 | 1 | 6  | 3  | +3   |                        |
| 7    | Interporto            | 4    | 7  | 2 | 1 | 4 | 5  | 6  | −1   | Descenso de categoría. |
| 8    | Palmas                | 0    | 7  | 0 | 0 | 7 | 0  | 21 | −21  | Descenso de categoría. |

 Fuente: FTF
Criterios de clasificación: 1) Puntos; 2) Partidos ganados; 3) Diferencia de gol; 4) Goles anotados; 5) Enfrentamiento directo entre los equipos en cuestión (solo dos equipos); 6) Sorteo.
Notas:
1. ↑  Fueron sancionados con la pérdida de 3 puntos debido a la alineación indebida de un jugador que se encontraba suspendido en el duelo ante União.[6]
2. ↑  Fueron sancionados con la pérdida de 4 puntos debido a que tenían un jugador no registrado en el Boletín Informativo Diario (BID).[7]
3. ↑  Fueron sancionados con la pérdida de 3 puntos debido a que actuó de manera irregular en el partido ante Tocantinópolis.[7]

### Resultados
| Local \ Visitante     | BEL | CAP | GUR | INT | PAL | TPS | TNS | UNI |
| --------------------- | --- | --- | --- | --- | --- | --- | --- | --- |
| Bela Vista            | —   | —   | —   | 1–0 | 3–0 | —   | —   | 2–0 |
| Capital               | 1–1 | —   | —   | 1–2 | 3–0 | 0–0 | —   | —   |
| Gurupi                | 1–1 | 1–1 | —   | —   | —   | 0–2 | 0–2 | —   |
| Interporto            | —   | —   | 0–1 | —   | —   | —   | 0–1 | 0–0 |
| Palmas                | —   | —   | 0–3 | 0–3 | —   | —   | 0–3 | —   |
| Tocantinópolis        | 1–1 | —   | —   | 2–0 | 3–0 | —   | 6–0 | —   |
| Tocantins de Miracema | 1–0 | 0–2 | —   | —   | —   | —   | —   | 0–2 |
| União                 | —   | 1–1 | 0–0 | —   | 3–0 | 0–0 | —   | —   |

## Fase final

#### Cuadro de desarrollo
|  | Semifinales       | Semifinales           | Semifinales       | Semifinales       | Semifinales       |   |   | Final          | Final          | Final          | Final          | Final          |  |
|  | 18 al 26 de marzo | 18 al 26 de marzo     | 18 al 26 de marzo | 18 al 26 de marzo | 18 al 26 de marzo |   |   | 2 y 9 de abril | 2 y 9 de abril | 2 y 9 de abril | 2 y 9 de abril | 2 y 9 de abril |  |
|  |                   |                       |                   |                   |                   |   |   |                |                |                |                |                |  |
|  |                   |                       |                   |                   |                   |   |   |                |                |                |                |                |  |
|  | 1                 | Tocantinópolis        | 4                 | 4                 | 8                 |   |   |                |                |                |                |                |  |
|  | 1                 | Tocantinópolis        | 4                 | 4                 | 8                 |   |   |                |                |                |                |                |  |
|  | 4                 | Tocantins de Miracema | 0                 | 1                 | 1                 |   |   |                |                |                |                |                |  |
|  | 4                 | Tocantins de Miracema | 0                 | 1                 | 1                 |   | 1 | Tocantinópolis | 2              | 4              | 6              |                |  |
|  |                   |                       |                   |                   |                   |   | 1 | Tocantinópolis | 2              | 4              | 6              |                |  |
|  |                   |                       | 3                 | Capital           | 1                 | 3 | 4 |                |                |                |                |                |  |
|  | 2                 | Bela Vista            | 3                 | Capital           | 1                 | 3 | 4 | 1              | 1              | 2 (2)          |                |                |  |
|  | 2                 | Bela Vista            |                   |                   |                   |   |   | 1              | 1              | 2 (2)          |                |                |  |
|  | 3                 | Capital (p)           | 1                 | 1                 | 2 (3)             |   |   |                |                |                |                |                |  |
|  | 3                 | Capital (p)           | 1                 | 1                 | 2 (3)             |   |   |                |                |                |                |                |  |
|  |                   |                       |                   |                   |                   |   |   |                |                |                |                |                |  |

Nota: El equipo que ocupa la primera línea es el que define la serie como local.
| Bandera del estado de Tocantins |
| Campeón                         |
| Tocantinópolis 7.mo título      |

## Clasificación final
| Pos. | Equipo                | Pts. | PJ | G | E | P | GF | GC | Dif. | Clasificación                                        |
| ---- | --------------------- | ---- | -- | - | - | - | -- | -- | ---- | ---------------------------------------------------- |
| 1.º  | Tocantinópolis (C)    | 27   | 11 | 8 | 3 | 0 | 28 | 6  | +22  | Copa de Brasil 2024, Copa Verde 2024 y Serie D 2024. |
| 2.º  | Capital               | 12   | 11 | 2 | 6 | 3 | 15 | 13 | +2   | Copa de Brasil 2024, Copa Verde 2024 y Serie D 2024. |
| 3.º  | Bela Vista            | 14   | 9  | 3 | 5 | 1 | 11 | 6  | +5   |                                                      |
| 4.º  | Tocantins de Miracema | 9    | 9  | 4 | 0 | 5 | 8  | 18 | −10  |                                                      |
| 5.º  | Gurupi                | 9    | 7  | 2 | 3 | 2 | 6  | 6  | 0    |                                                      |
| 6.º  | União                 | 6    | 7  | 2 | 4 | 1 | 6  | 3  | +3   |                                                      |
| 7.º  | Interporto            | 4    | 7  | 2 | 1 | 4 | 5  | 6  | −1   | Segunda División 2023.                               |
| 8.º  | Palmas                | 0    | 7  | 0 | 0 | 7 | 0  | 21 | −21  | Segunda División 2023.                               |

Reglas de clasificación: 1) Puntos; 2) Partidos ganados; 3) Diferencia de gol; 4) Goles anotados; 5) Enfrentamiento directo entre los equipos en cuestión; 6) Sorteo.